# Molophilus flavoannulatus
Molophilus flavoannulatus är en tvåvingeart som beskrevs av Alexander 1927. Molophilus flavoannulatus ingår i släktet Molophilus och familjen småharkrankar. Inga underarter finns listade i Catalogue of Life.